# 1960–1961-es magyar jégkorongbajnokság
A 24. első osztályú jégkorongbajnokságban hat csapat indult el. A mérkőzéseket 1960. november 1. és 1961. március 14. között rendezték meg a Millenárison.

## OB I. 1960–1961
|    | Csapat       | M  | GY | D | V  | GK     | Pont |
| -- | ------------ | -- | -- | - | -- | ------ | ---- |
| 1. | Ferencváros  | 15 | 11 | 2 | 2  | 110–54 | 24   |
| 2. | Vörös Meteor | 15 | 11 | 1 | 3  | 75–44  | 23   |
| 3. | Újpest Dózsa | 15 | 10 | 2 | 3  | 122–47 | 22   |
| 4. | BVSC         | 15 | 6  | 0 | 9  | 104–74 | 12   |
| 5. | Bp. Építők   | 15 | 3  | 2 | 10 | 43–82  | 8    |
| 6. | Bp. Postás   | 15 | 0  | 1 | 14 | 40–193 | 1    |

## A bajnokság végeredménye
1. Ferencvárosi TC

2. Vörös Meteor

3. Újpest Dózsa

4. BVSC

5. Budapesti Építők

6. Budapesti Postás

## A Ferencváros bajnokcsapata
Pozsonyi Lajos, Erdős Péter, Zádor István, Simon László, Grimm György, Kárász György, Schneck János, Kárász István, Schwalm Béla, Szende János, Beszteri-Balogh János, Klink János, Ocsko, Raffa György, Csánk László, Némon János, Méry Dezső, Berényi, Beregrini, Olthó
Edző: Rajkai László